# Parkhaus Osterstraße

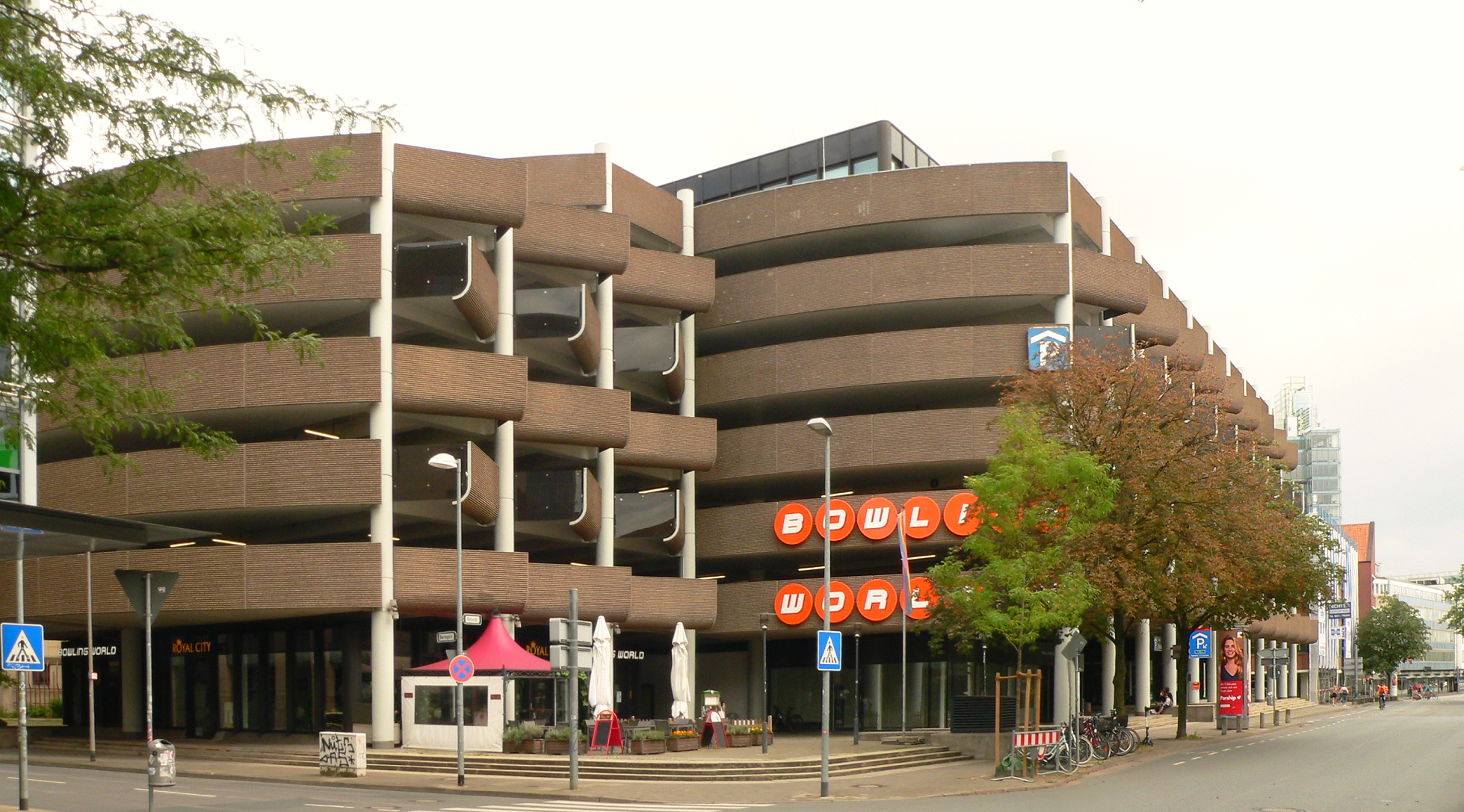
Parkhaus Osterstraße von Norden

Das Parkhaus Osterstraße befindet sich in der niedersächsischen Landeshauptstadt Hannover in der Osterstraße im Stadtteil Mitte. Das unter Denkmalschutz stehende Parkhaus wurde 1974 im Stil des Brutalismus errichtet.

## Beschreibung

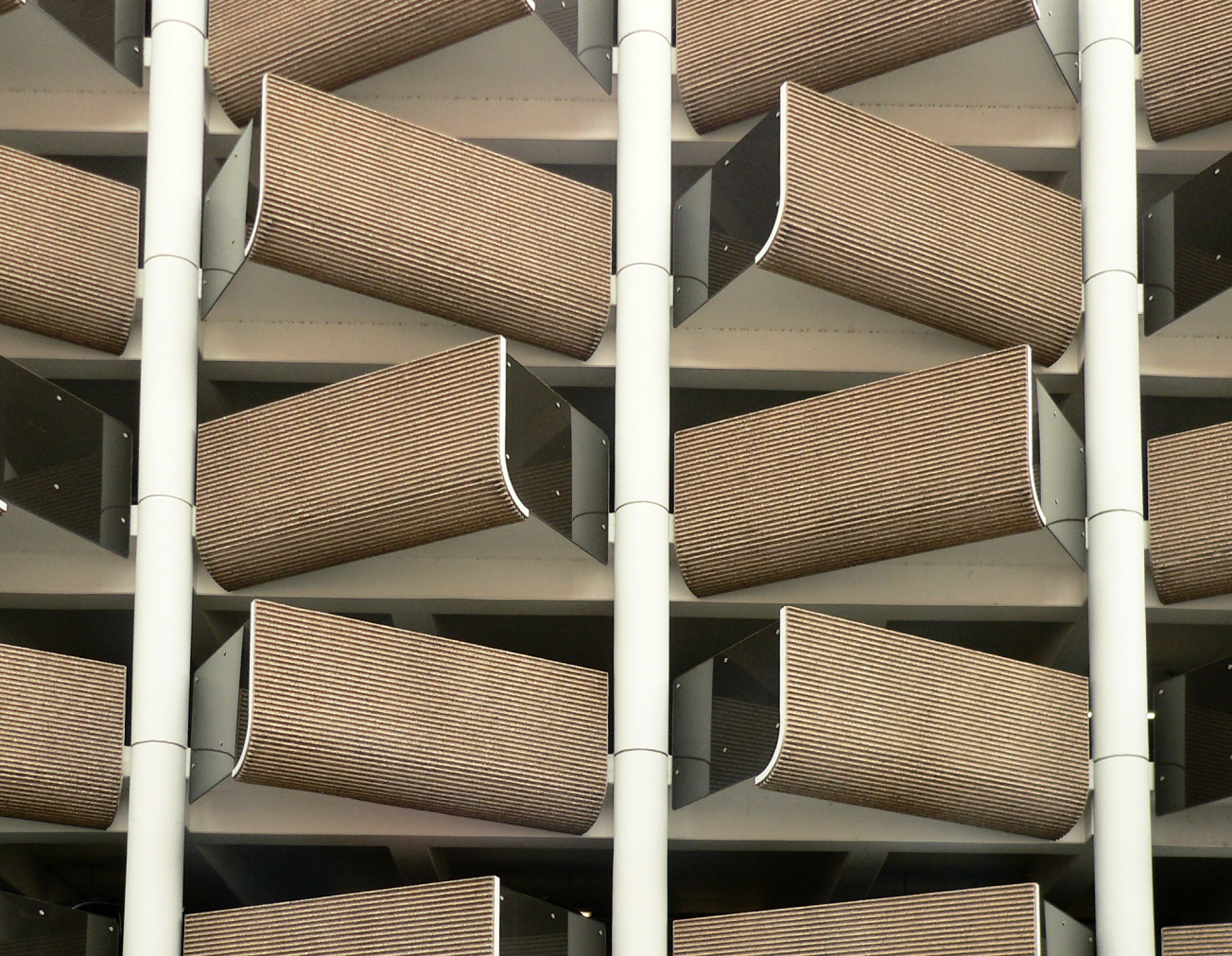
Die aus verschachtelten Parkplatzbuchten gebildete Fassade mit gebogenen Brüstungen aus Strukturbeton

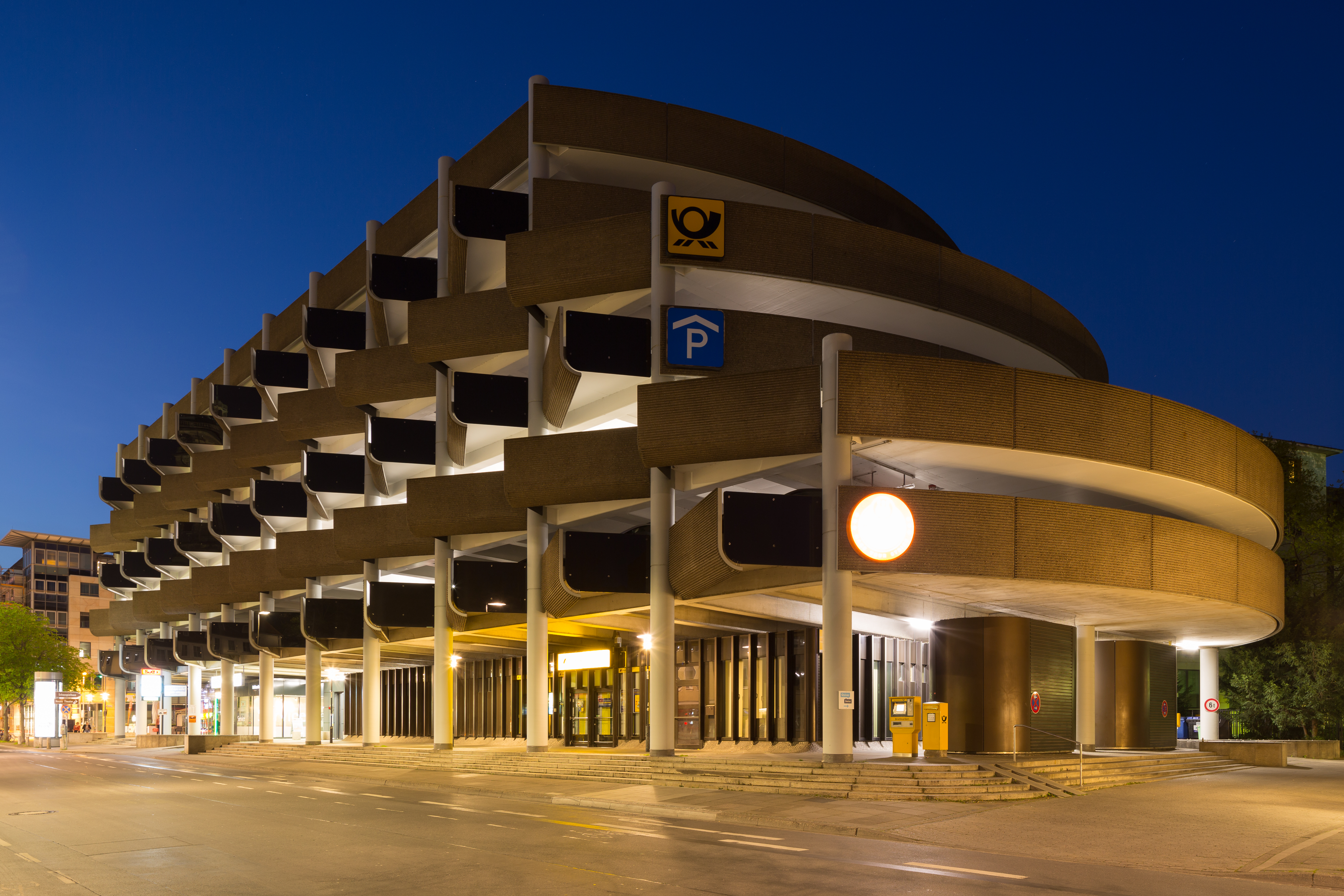
Nachtaufnahme von Süden

Das fünfgeschossige Parkhaus mit Sockelgeschoss verfügt über 492 Stellplätze für Pkw. Es ist nach einem Entwurf des Architekten Heinz Wilke in Stahlbetonskelettbauweise errichtet worden. Darüber hinaus verfügt das Bauwerk über ein aufgesetztes Staffelgeschoss mit einem Flachdach. Es beherbergt eine Bowlinganlage im Kellergeschoss sowie Läden und Gastronomie im Sockelgeschoss.
Der Baukörper mit der Längsseite zur Osterstraße und der Querseite zur Baringstraße besteht aus zwei Gebäuderiegeln, die partiell ineinander verschnitten sind. Die Fassade wird aus einer Vielzahl von Parkplatzbuchten gebildet, die verschachtelt im 60-Grad-Winkel angelegt sind und wie Balkone hervorkragen. Ihre schuppenartig ausgestellten, gebogenen Brüstungen aus Strukturbeton prägen das äußere Erscheinungsbild des Bauwerks. Bei der Gestaltung der Fassaden werden Einflüsse des späten Ludwig Mies van der Rohe deutlich.

## Bedeutung
In Hannover bestehen derzeit (2020) zwei denkmalgeschützte Parkhäuser. Neben dem Parkhaus Osterstraße ist es das in den 1960er Jahren erbaute Parkhaus Schmiedestraße.
Die Bauaufgabe des Parkhauses Osterstraße ergab sich durch das zunehmende motorisierte Verkehrsaufkommen in der zweiten Hälfte des 20. Jahrhunderts und die dafür erforderliche Infrastruktur für ruhenden Verkehr. Das Bauwerk vermittelt anschaulich die Rolle Hannovers als bundesdeutsches Beispiel der autogerechten Stadt.
Die Anregung für eine Unterschutzstellung des Parkhauses als Baudenkmal kam von der Architektenkammer Niedersachsen. Sie nannte es auf der von ihr im Jahr 2007 herausgegebenen Vorschlagsliste schützenswerter Bauten. Dies führte zu einer denkmalfachlichen Befassung durch das Niedersächsische Landesamt für Denkmalpflege. Im Ergebnis begründete die Behörde die Denkmaleigenschaft des Parkhauses mit seiner Bedeutung für die hannoversche Stadtbaugeschichte, die Verkehrsgeschichte sowie die Bau- und Kunstgeschichte wegen der beispielhaften Ausprägung des Baustils Brutalismus. Das Parkhaus Osterstraße gilt als herausragendes und gelungenes Beispiel für „Béton-brut“-Architektur.

## Sonstiges
Im Erdgeschoss des Parkhauses kam es 2017 zu einem Brand durch die Explosion eines E-Bike-Akkus in einem Fahrradladen. Der Schaden durch Flammen und Hitze am Gebäude wurde auf 500.000 Euro geschätzt.